# Isolde Schmitt-Menzelová

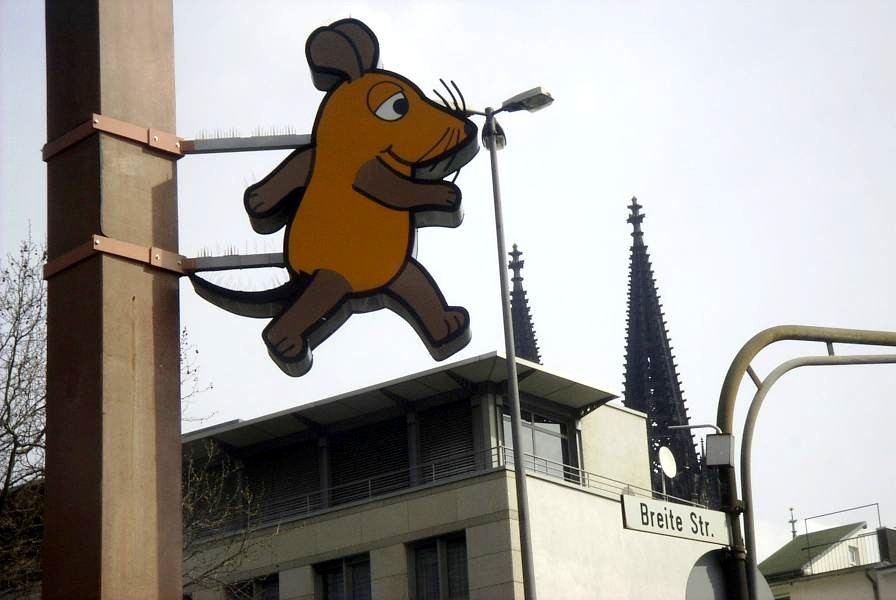
Myš v budově WDR v Kolíně nad Rýnem (foto: 2006)

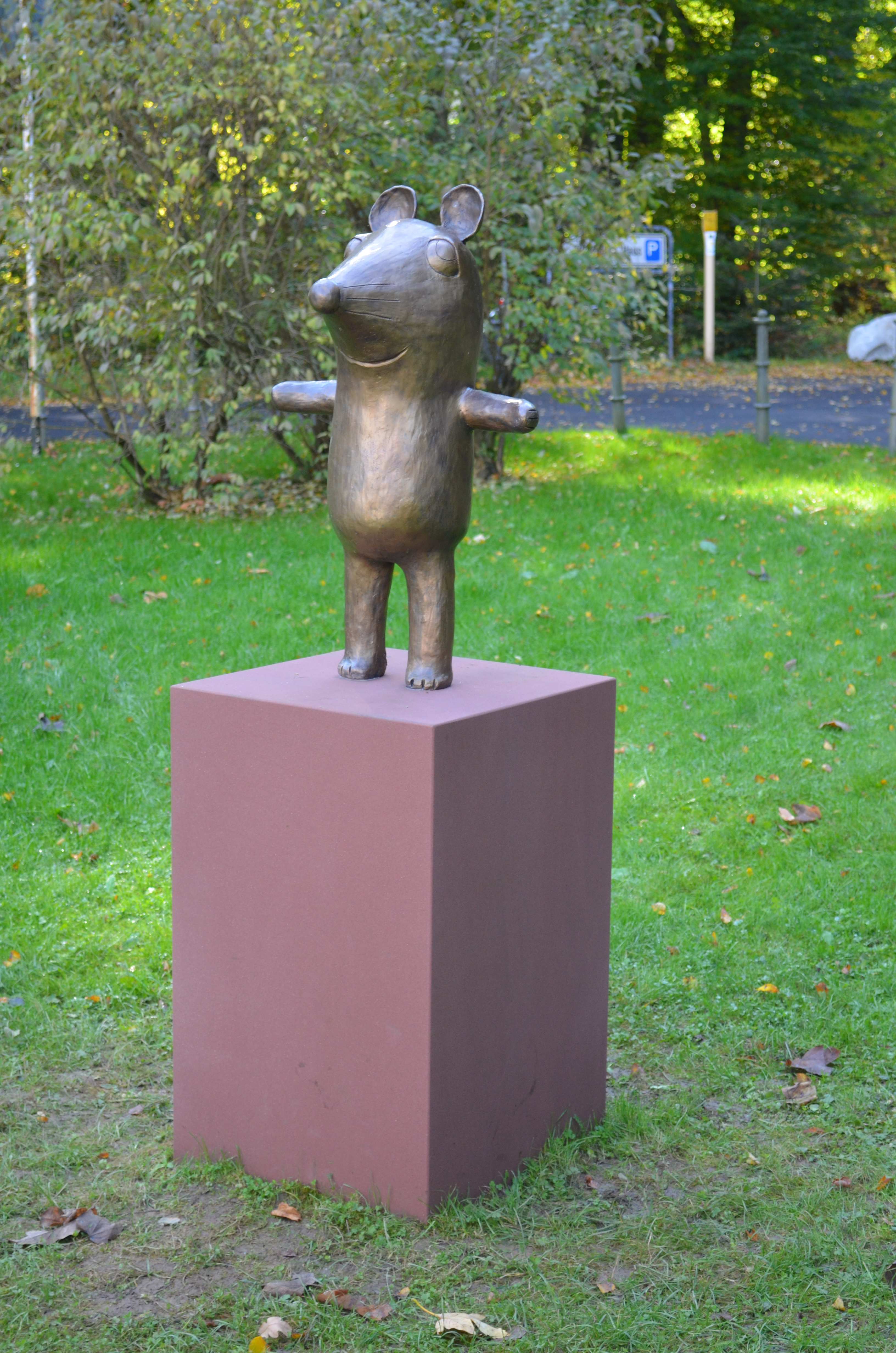
Bronzová myš, dílo Isoldy Schmitt-Menzelové (2013), v sochařském parku před gotickým domem v Bad Homburgu

Isolde Schmitt-Menzelová (nepřechýleně Isolde Schmitt-Menzel; 11. dubna 1930, Eisenach – 4. září 2022, Frankfurt nad Mohanem) byla německá designérka, autorka, ilustrátorka, grafička, fotografka a keramička. Schmitt-Menzelová byla „autorka Myši“.

## Životopis
Isolde Schmitt-Menzelová vystudovala knižní a písmovou grafiku a také volnou keramiku na Burg Giebichenstein Kunsthochschule Halle. Komunistický režim ale mladé ženě život v Halle znemožnil. Jednou v noci uprchla přes hranici zóny ke svému strýci na jezero Ammer. Tam dočasně pracovala v keramické dílně Waltera Poppa. Její studium však ještě nebylo dokončeno, a tak od roku 1950 pokračovala ve studiu na Werkkunstschule Offenbach (dnes Hochschule für Gestaltung Offenbach am Main). Své první zakázky dostala od svého profesora, a tak se seznámila se svým budoucím manželem architektem Ottmarem Schmittem. Vzali se v roce 1952 a v následujícím roce se jim narodil první syn. Během této doby Schmitt-Menzelová vytvářela návrhy koberců a dřevoryty a ilustrovala texty. V roce 1955 se rodina přestěhovala do Kolína nad Rýnem. Tam se narodily i její další dvě děti. Po dalším přestěhování do Frankfurtu nad Mohanem v roce 1959 začala Schmitt-Menzelová učit v keramické dílně v centru mládeže.
V roce 1968 poprvé kreslila obrázkové příběhy pro Hessischer Rundfunk a od roku 1969 také pro Westdeutscher Rundfunk (WDR). „Myš“ byla vyvinuta společně s WDR z knižní ilustrace „Myš v obchodě“ („Die Maus im Laden“).
V roce 1971 byl odvysílán první program s myší. Během tří let přišla Schmitt-Menzelová se 130 nápady na jedno až jeden a půl minutové myší spoty, které běžely mezi programy v pořadu. Dodnes se vyrábějí myší spoty, které se vkládají mezi příspěvky.
V roce 1980 Schmitt-Menzelová zahájila fázi dlouhých cest. Léta trávila na Jamajce se svým kamarádem keramikem. Tam si uprostřed džungle postavila dřevěný dům a dál pracovala na příbězích o myši. V roce 1985 se přestěhovala na Kajmanské ostrovy. Tam se připojila k místnímu sdružení výtvarníků a svá díla několikrát vystavovala. Od roku 1991 vznikaly další knihy a dokonce i rozhlasové hry. Opět cestovala dál. V Texasu postavila dřevěný dům v japonském stylu. Od roku 2000 byla v létě často v jižní Provence. Daleko od myši začala navrhovat knihy, do kterých začlenila japonské haiku a moudrost.
Od roku 1998 porcelánka Rosenthal úspěšně převedla obrázky myší Schmitt-Menzelové na dětské porcelánové sady.
Schmitt-Menzelová napsala a ilustrovala přes 35 knih. Žila a pracovala jako umělkyně na volné noze v Kolíně nad Rýnem a Frankfurtu a od roku 1971 v Bad Homburg vor der Höhe a také v Texasu a jižní Francii.
Schmitt-Menzelová zavzpomínala na zrození myši v rozhovoru pro Západoněmecký rozhlas u příležitosti 40. narozenin myši takto: „To nebyla přesně moje vize, šedá myška. Byla jsem na fantastické a bláznivé věci. Pak jsem si pomyslela: Myši určitě dostanou všechny jinou barvu než šedou. A hlavní myš byla oranžová, s hnědýma ušima, rukama a nohama. "Žlutá znamená inteligenci, červená je energie."
Isolde Schmitt-Menzelová byla matkou tří dětí. Zemřela 4. září 2022 ve věku 92 let.

## Citát
„Mám uvnitř sebe velmi intenzivní dítě. Dala jsem své bytí, svůj charakter myši. Já jsem myš."

## Díla (výběr)
- 1968 "Wibbelsterzchen, pan Flupp a jeho sedm kachen"
- 1969 „Žena, která si vždy myslela něco jiného“
- 1969 „Myš v obchodě“